# 科沃爾 (加利福尼亞州)
科沃爾（英語：Cornwall）是位於美國加利福尼亞州康特拉科斯塔縣的一個非建制地區。該地的面積和人口皆未知。

## 地理
科沃爾的座標為38°01′14″N 121°52′44″W / 38.02056°N 121.87889°W，而該地的平均海拔高度為12米（即39英尺）。